# Cycloalkanone
Die Cycloalkanone bilden eine Stoffgruppe, die sich von den Cycloalkanen ableiten und im Ring genau eine Ketogruppe und keine anderen Heteroatome oder Mehrfachbindungen enthalten. Die Vertreter ohne Seitenketten bilden – ausgehend vom einfachsten Vertreter Cyclopropanon – eine Homologe Reihe.

Cyclopropanon
Cyclobutanon
Cyclopentanon
Cyclohexanon
Cycloheptanon
Cyclooctanon